# 세상에서 가장 쓸데없는 기계

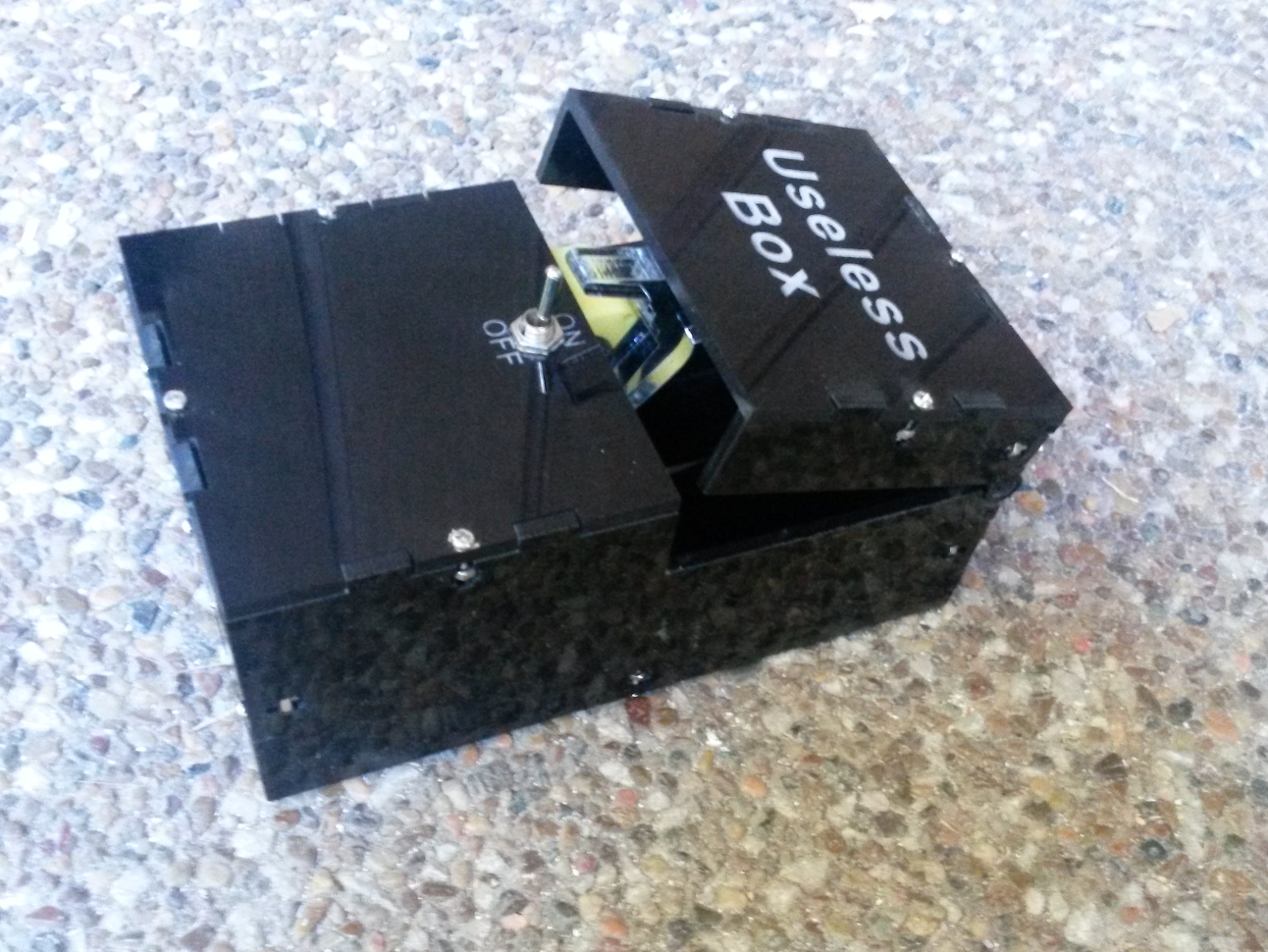
일례

세상에서 가장 쓸데없는 기계(Useless machine)는 스스로 꺼지는 기계를 말한다. 클로드 섀넌이 '기계 종결자(Ultimate machine)'라는 이름으로 구상하였다. 손잡이를 밀어 켜자마자 기계가 스스로 손잡이를 다시 밀어 꺼지는 기계가 유명한데, 이는 마빈 민스키가 고안하였다.

## 같이 보기
- 장 팅겔리
- 오버엔지니어링
- 루브 골드버그 장치
- 테오 얀센